# Ойя-де-Касталья
Ойя-де-Касталья (исп. Hoya de Castalla) — район (комарка) в Испании, входит в провинцию Аликанте в составе автономного сообщества Валенсия.

## Муниципалитеты
| Муниципалитет   | Население | Площадь км² | Плотность населения чел./км² |
| --------------- | --------- | ----------- | ---------------------------- |
| Иби             | 23.360    | 62,52       | 373,64                       |
| Касталья        | 9.331     | 114,6       | 81,42                        |
| Ониль           | 7.466     | 48,41       | 154,22                       |
| Тиби (Аликанте) | 1.572     | 70,38       | 22,34                        |